# 大阪市電野田線
大阪市電野田線（おおさかしでんのだせん）は、玉川町三丁目駅 - 野田阪神電車前駅を結んでいた大阪市電期外線の路線。
西野田線の開業後、阪神本線の野田駅に接続すれば利便性が高いことがわかって急遽建設が決まった。そのため、西野田線の玉川四丁目駅南側から西に分岐し、西野田線を跨線橋で越えて野田阪神電車前駅へ向かっていた。
1964年（昭和39年）に大阪環状線が高架される際、国鉄を立体交差で越えていた部分が撤去されることになり、廃止された。

## 路線概要
- 起点：玉川町三丁目駅
- 終点：野田阪神電車前駅
- 軌間：1435mm
- 架線電圧：直流600V

## 沿革
- 1918年（大正7年）4月25日：大阪市電の期外線として、玉川町三丁目駅 - 野田阪神電車前駅間が開業。玉川三丁目駅 - 玉川四丁目駅間で西野田線の西側に分岐して西野田線をオーバークロスしており、玉川四丁目駅は築堤上に設けられた。
- 1920年（大正9年） - 1923年（大正12年）：玉川四丁目駅 - 野田阪神電車前駅間に江成町駅が開業。
- 1944年（昭和19年）6月1日：戦災のため、江成町駅を廃止。
- 1964年（昭和39年）
  - 3月15日：大阪環状線高架化工事のため、玉川町四丁目駅 - 野田阪神電車前駅間を休止。
  - 10月1日：玉川三丁目駅 - 玉川四丁目駅間を廃止。
- 1965年（昭和40年）9月1日：休止中の玉川町四丁目駅 - 野田阪神電車前駅間を廃止。

## 駅一覧
| 駅名             | キロ程 | 接続路線                         |
| ---------------- | ------ | -------------------------------- |
| 玉川町三丁目駅   | 0.0    | 大阪市電：西野田線               |
| 玉川町四丁目駅   | 0.2    | 大阪市電：西野田線、西野田福島線 |
| 野田阪神電車前駅 | 0.6    | 阪神電気鉄道：本線（野田駅）     |

- 1959年（昭和34年）7月当時

### 廃駅
- 江成町駅（玉川四丁目駅 - 野田阪神電車前駅間）：1944年（昭和19年）6月1日廃止